# Włosek parzący

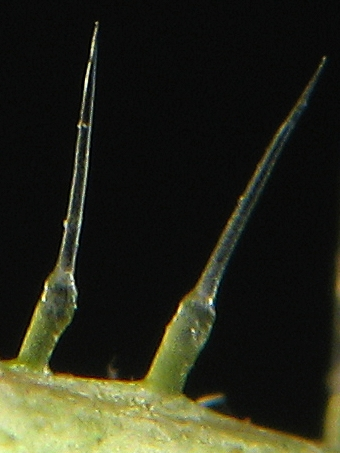
Włoski parzące pokrzywy zwyczajnej.

Budowa włoska parzącego pokrzywy zwyczajnej.

Włoski parzące – rodzaj włosków gruczołowych występujący u niektórych roślin. Włoski parzące występują np. u  pokrzywy zwyczajnej (Urtica dioica). Pełnią funkcję obronną, zabezpieczając roślinę przed zgryzaniem przez zwierzęta.

## Budowa
Włoski parzące zbudowane są z jednej tylko komórki, której dolna część jest pęcherzykowato rozszerzona i otoczona wieloma komórkami epidermy. Komórki te wywierają ucisk na znajdujący się wewnątrz pęcherzykowatego rozszerzenia włoska parzący płyn, wskutek czego jest on sprężony (znajduje się pod ciśnieniem większym od atmosferycznego). Przeciwległy, zewnętrzny koniec komórki włoska zakończony jest łatwo odłamującą się, niewielką główką. Znajdująca się pod nią wąska szyjka jest inkrustowana krzemionką nadającą jej sztywność.

## Mechanizm działania
Pod wpływem mechanicznego bodźca (np. dotknięcia) główka się odłamuje, a inkrustowany krzemionką, ostry jak igła koniec szyjki włoska wbija się w ciało. Sprężony pod ciśnieniem płyn parzący wstrzykiwany jest przez otwór w szyjce.

## Skutki poparzenia
W soku parzącym włosków pokrzywy znajduje się acetylocholina, histamina, serotonina, związek bliski kwasom żywicznym oraz śladowe ilości kwasu mrówkowego. Kontakt skóry z włoskami pokrzywy powoduje toksyczne zapalenie skóry. Jest to szczególny rodzaj dermatozy określany  nazwą urticantia. Tego rodzaju dermatozę wywołują także inne gatunki pokrzyw oraz rośliny z rodzaju Laportea. Objawami są: pieczenie, swędzenie i ból oraz pojawiające się na skórze nieregularne białe grudki i krosty o zaczerwienionych obrzeżach.